# 瀨川麻優
瀨川 麻優（せがわ まや、1997年9月11日 - ）は、北海道出身の、日本の柔道選手。旧姓秋場。階級は78kg超級。身長172cm。体重90kg。組み手は左組み。得意技は内股、払腰。2023年3月に入籍。

## 経歴
石狩剛柔会で柔道を始め、8歳の時に父が設立した柔志館柔道少年団で本格的に取り組む。
花川北中学から北海高校へ進むと、3年の時にインターハイ78kg級の準決勝で大成高校3年の鈴木伊織に有効で敗れるも3位になった。
2016年には環太平洋大学へ進むと、1年の時に全日本ジュニアで3位となった。3年の時には78kg超級に階級を上げると、学生体重別では大学の1年先輩である井上あかりにGSに入ってから反則勝ちして優勝した。続く講道館杯でも決勝で井上にGSに入ってから反則勝ちして、シニアの全国大会初優勝を飾った。グランドスラム・大阪では初戦でロンドンオリンピック金メダリストであるキューバのイダリス・オルティスに裏投げで敗れた。4年の時には選抜体重別の準決勝でパーク24の朝比奈沙羅に反則負けして3位だった。グランプリ・フフホトでは決勝まで進むも、オルティスに反則負けして2位だった。優勝大会では3位だった。ユニバーシアードでは70kg超級に出場して準決勝まで全て一本勝ちするも、決勝では韓国のハン・ミジンにGSに入ってから反則負けして2位にとどまった。無差別では決勝でハンと再戦すると、GSに入ってから反則勝ちで雪辱を果たすなど全て一本勝ちして優勝した。3点先取による方式で争われた団体戦でも優勝したが、初戦から決勝まで前3人が勝利を決めたことで一度も出番がなかった。2020年2月のヨーロッパオープン・オディヴェーラスでは決勝でブラジルのベアトリス・ソウザに合技で敗れて2位だった。4月からは綜合警備保障の所属となった。2021年には世界選手権の団体戦代表に選出された。6月の世界団体では決勝のフランス戦のみの出場となったがレア・フォンテーヌに反則勝ちして、チームの優勝を決定付けた。2022年の実業個人選手権では優勝した。講道館杯では決勝で東海大学4年の児玉ひかるを崩上四方固で破って優勝した。12月のグランドスラム・東京では準決勝で韓国のキム・ハユンを絞め落とすも、決勝でパーク24の素根輝に技ありで敗れて2位だった。2023年2月のグランドスラム・パリでは準決勝まで全て一本勝ちするも、決勝ではキムに反則負けを喫して2位だった。なお、世界団体のメンバーに選ばれた。4月の体重別では初戦で日体大2年の新井万央に反則負けを喫した。続く全日本選手権では準々決勝でSBC湘南美容クリニックの児玉ひかるに反則負けを喫して5位だった。5月の世界団体では決勝のフランス戦で反則負けを喫するなど3戦全敗してチームに迷惑をかけるが、結果的にチームは優勝を飾った。11月の講道館杯では決勝でSBC湘南美容クリニックの高橋瑠璃に反則負けを喫して2位だった。12月のグランドスラム・東京では準々決勝でイスラエルのラズ・ヘルシュコに技ありで敗れると、その後の敗者復活戦でも中立選手(AIN)名義で出場したロシアのエリス・スタルツェワに逆転負けを喫して7位だった。2024年3月のグランドスラム・タシケントでは準決勝で中国のス・シンに敗れるも、3位決定戦でトルコのヒラル・オズトゥルクを上四方固で破って3位になった。4月の体重別では準決勝でコマツの冨田若春に反則負けを喫して3位だった。続く全日本選手権では準決勝でJR九州の梅津志悠を3－0の旗判定で破ると、決勝では児玉ひかるとの対戦となり払巻込で技ありを取った後に反則勝ちを収めて、既婚者として今大会初めての優勝者となった。試合後のインタビューでは「ゆうきー(夫の名前)、優勝したよー！本当にありがとう。愛してるよー！」と叫んだ。11月の講道館杯では決勝で前年に続いて高橋に反則負けして2位だった。12月のグランドスラム・東京では準々決勝で敗れると、その後の敗者復活戦でも敗れて7位だった。2025年4月の全日本選手権はケガのため出場を回避した。
IJF世界ランキングは1400ポイント獲得で25位(25/4/7現在)。

## 戦績
78kg級での戦績
- 2015年 - インターハイ 3位
- 2016年 - 全日本ジュニア 3位
- 2017年 - ベルギー国際 5位
- 2017年 - 全日本ジュニア 5位

78kg超級での戦績
- 2018年 - 学生体重別 優勝
- 2018年 - 講道館杯 優勝
- 2019年 - 選抜体重別 3位
- 2019年 - グランプリ・フフホト 2位
- 2019年 - 優勝大会 3位
- 2019年 - ユニバーシアード 個人戦70kg超級 2位 無差別 優勝 団体戦 優勝
- 2019年 - 学生体重別 5位
- 2019年 - 体重別団体 3位
- 2020年 - ヨーロッパオープン・オディヴェーラス 2位
- 2020年 - 講道館杯 3位
- 2021年 - 体重別 3位
- 2021年 - 世界団体 優勝
- 2022年 - 実業個人選手権 優勝
- 2022年 - 講道館杯 優勝
- 2022年 - グランドスラム・東京 2位
- 2023年 - グランドスラム・パリ 2位
- 2023年 - 全日本女子選手権 5位
- 2023年 - 世界団体 優勝
- 2023年 - 講道館杯 2位
- 2023年 - グランドスラム・東京 7位
- 2024年 - グランドスラム・タシケント 3位
- 2024年 - 体重別 3位
- 2024年 - 全日本女子選手権 優勝
- 2024年 - 講道館杯 2位
- 2024年 - グランドスラム・東京　7位

(出典、JudoInside.com)